# Edna St. Vincent Millay
Edna St. Vincent Millay (ur. 22 lutego 1892, zm. 19 października 1950) – amerykańska poetka, dramaturgini, była trzecią kobietą, która zdobyła nagrodę Pulitzera w kategorii poezja (1923) za tomik The Harp-Weaver, and Other Poems, zawierający między innymi utwór The Ballad of the Harp Weaver.

## Życiorys
Urodziła się w Rockland w stanie Maine. Jej rodzicami byli Henry Tolman Millay i Cora Buzzell Millay. Była wychowywana przez rozwiedzioną matkę, pielęgniarkę z zawodu. Miała dwie młodsze siostry. Zadebiutowała w piśmie dla dzieci St. Nicholas Magazine w 1906. W 1917 ukończyła Vassar College. W tym samym roku wydała swój pierwszy tomik Renascence and Other Poems. W 1920 wydała zbiorek A Few Figs from Thistles. W pracy artystycznej korzystała z pseudonimu Nancy Boyd. Pisała między innymi sonety. Oprócz rymów stosowała także aliterację. Była również znana z niekonwencjonalnego, artystycznego stylu życia i jej fascynacji ludźmi. Była biseksualistką. W 1923 wyszła za mąż za Eugene Jana Boissevaina, z którym żyła w otwartym związku. Zmarła na swojej farmie Austerlitz w stanie Nowy Jork.
Jest jedną z najbardziej cenionych amerykańskich poetek XX wieku, a wpływ jej twórczości na literaturę jest zauważalny również w XXI wieku. Nazwaną ją nawet „the greatest woman poet since Sappho”.
Jest autorką powiedzenia My candle burns at both ends.
Na język polski wiersze Edny St. Vincent Millay tłumaczył m.in. Ryszard Mierzejewski. Liryki poetki znalazły się w antologii Dzikie brzoskwinie z 2003 pod redakcją Julii Hartwig.

## Dzieła
- Renascence, and Other Poems (1917)
- A Few Figs from Thistles (1920)
- The Lamp and the Bell (1921)
- Second April (1921)
- The Harp-Weaver, and Other Poems (1923)
- The Buck in the Snow, and Other Poems (1928)
- Wine from These Grapes (1934)
- Collected Sonnets (1941)
- Mine the Harvest (1954)[5]